# タイ・フランス領インドシナ紛争
タイ・フランス領インドシナ紛争（タイ・フランスりょうインドシナふんそう）は、1940年（仏暦2483年）11月23日から1941年（仏暦2484年）5月8日にかけて起きた、タイ王国とヴィシー政権下のフランス植民地軍との国境紛争である。「泰・仏印国境紛争」「インドシナ国境紛争」とも。

## 紛争への経緯
第二次世界大戦勃発直前の1939年8月、フランスはタイ王国に対して不可侵条約の締結を要請していた。これはフランス領インドシナ（以後、仏印）の安全を図るためであり、翌1940年6月12日にバンコクにおいて仏泰相互不可侵条約に調印した。しかし、フランスがドイツに敗れたこと、独仏休戦（1940年6月17日）前にフランスが不可侵条約を批准していなかったこと、日本軍による仏印進駐が迫っていたことなどの状況から、タイは旧領回復への行動を開始した。
タイのピブーン政権は、新たに発足したフランスのヴィシー政権に対し、1893年の仏泰戦争でフランスの軍事的圧力を受けて割譲した仏印領内のメコン川西岸までのフランス保護領ラオスの領土と主権やフランス保護領カンボジアのバッタンバン・シエムリアプ両州の返還を求めたが、フランス政府はこの要求を拒否した。
日本の同盟国であるドイツによるフランス本土占領と、親独のヴィシー政権の樹立を受けて日本軍が北部仏印進駐を行ったため、日本と友好関係にあったタイにとっては、日本軍が南部仏印にまで進駐してしまうと領土要求が難しくなるという懸念が生まれていた。当時のタイ政府はあくまで強硬な姿勢を貫き、9月頃より国境付近で両軍による小競り合いが頻繁に発生するようになった。

## 戦闘序列

### タイ軍
タイ軍は開戦後の10月、司令部直轄部隊の他に以下の2個軍を編成した。
- 陸軍最高司令部直属
  - 2個機械化騎兵大隊
  - 1個砲兵大隊
  - 1個信号大隊
  - 1個工兵大隊
  - 1個装甲連隊
- ブラファ軍（東部軍、司令官：マンコーン・プロムヨーティー（タイ語版）中将）5個師団
  - 副司令官ルアン・パイリーラヨーデート少将→12月よりチャルーン・ラッタナクル・セリルーングリット少将
- イーサーン軍（司令官：ルアン・クリアンサックピチット（英語版）中将）3個師団
  - 副司令官ピン・チュンハワン少将

砲兵部隊は19世紀以来のクルップ砲と近代的なボフォース 40mm機関砲、75mm機関砲と榴弾砲の混成であった。戦車部隊はカーデン・ロイド豆戦車60台、ヴィッカース 6トン戦車30台など合計100台。
空軍は約500人のパイロットを持ち、チャンス・ヴォートO3U-270機、カーチス・ホークⅢ24機、B-106機のほか、1940年11月までにM103「ナゴヤ」の名で購入した九七式軽爆撃機24機、九七式重爆撃機9機を含む100〜150機の戦闘用航空機を保有した。
海軍は、2隻の海防戦艦（トンブリ、スリ・アユタヤ）、水雷艇12隻（9隻のイタリア製トラッド級水雷艇ほか3隻）、潜水艦4隻を保有していた。

### フランス軍
インドシナのフランス軍は約50,000人で構成され、41個歩兵大隊、2個砲兵連隊、および工兵大隊で構成されていた。そのうちフランス人は12,000人で、残りはインドシナ人であった。フランス軍は装甲車両が不足しており、タイ王国陸軍の約100台に対してルノー FT-17 軽戦車わずか20台しか配備していなかった。タイ国境近辺は、第3トンキン狙撃兵連隊と第4トンキン狙撃兵連隊（トンキン狙撃兵）のインドシナ軍を主力として、モンタニャール大隊、植民地歩兵連隊の大隊、フランス外人部隊などが駐留していた。
海軍は軽巡洋艦ラモット・ピケ1隻、通報艦デュモン・デュルヴィル、アミラル・シャルネ、タウール、マルヌの4隻を有していた。
空軍は約100機、うち稼働機は約60機を持っていたと思われる。内訳は、ポテーズ 25 TOE偵察/戦闘爆撃機30機、ファルマン F.222重爆撃機4、ポテーズ 542爆撃機6、モラーヌ・ソルニエ MS.406戦闘機9、ロワール 130偵察/爆撃機8。

## 紛争

### 開戦
両国の外交が暗礁に乗り上げた1940年11月23日、タイ空軍が仏印領内を爆撃し両軍の戦端が開かれた。タイは6機のマーティンB-10爆撃機で昼間爆撃を行い、仏印軍の基地施設を破壊したりポテーズ 542など複数の航空機を地上撃破することに成功したが、迎撃に上がったフランス軍のモラーヌ・ソルニエ MS.406がタイ空軍の爆撃機2機を撃墜した。
これに対して、仏印軍は4機のファルマン F.221や6機のポテーズ 542など計10機が夜間爆撃を行った。仏印空軍はこれによりタイ空軍の戦闘機・爆撃機に被害を出すことに成功したが、迎撃に上がったタイ軍の戦闘機や高射砲部隊がフランス軍のMS406戦闘機2機とF221爆撃機1機を撃墜した。

### 陸軍の戦い
一方、タイ陸軍の動きは遅く、
1940年11月23日に現カンボジア領内に侵入して仏印軍と交戦したが、翌日にはタイ領内に撤退。
本格的に地上軍が動いたのは年が明けてからだった。1941年1月6日、タイ軍は仏印領内のルアンプラバン地方（現ラオス）・バッタンバン地方（現カンボジア）に20個大隊で侵攻開始した。対する仏印軍は10個大隊で、しかも重火器が不足していたためタイ軍に圧倒され敗北を重ね多くの死者、行方不明者を出し撤退するなど、タイ軍が勝利をおさめた。
この敗北を受けて、仏印軍はベトナム兵の戦時動員を行いタイ軍を領内の奥深くに誘引し反転反抗をする戦略を立て、1月16日カンボジアのバッタンバンで仏印軍は反撃を開始した。これに対しタイ軍はヴィッカース 6トン戦車を装備する2個戦車中隊から成る機甲部隊を投入し仏印軍を押し返すが、救援に駆けつけた外人部隊（オチキス 25mm対戦車砲2門・シュナイダー75mm榴弾砲1門装備）の攻撃により6トン戦車3台が撃破されタイ軍の攻勢は停滞した。
この反撃をきっかけに仏印軍はタイ軍を一時的に押し戻したものの、物量に勝るタイ軍はフランス軍に対してさらなる攻撃を加え、本国が占領下におかれ兵士の追加もままならないフランス軍は数多くの戦死者や負傷者を出すこととなった。

### コーチャン島沖海戦
1941年1月にはシャム湾でもタイ海軍とフランス海軍の軽巡洋艦「ラモット・ピケ」（La Motte-Picquet）を旗艦とする艦隊が交戦し、規模に勝るフランス海軍側が霧の中で奇襲をかけ、タイ海軍側の旗艦であるトンブリ級海防戦艦「トンブリ」（เรือหลวงธนบุรี Dhonburi）を撃沈するなど、フランス艦隊が勝利した。

### 空戦
カンボジア上空ではタイ空軍のカーチスP-36と、仏印軍の戦闘機MS406戦闘機による空中戦が行なわれ、P-36戦闘機2機がMS406に撃墜された。だが仏印側もタイ空軍の空襲によりMS406戦闘機2機と爆撃機ファルマンF211、1機を損失するなど大きな損失を被った。

### 終戦

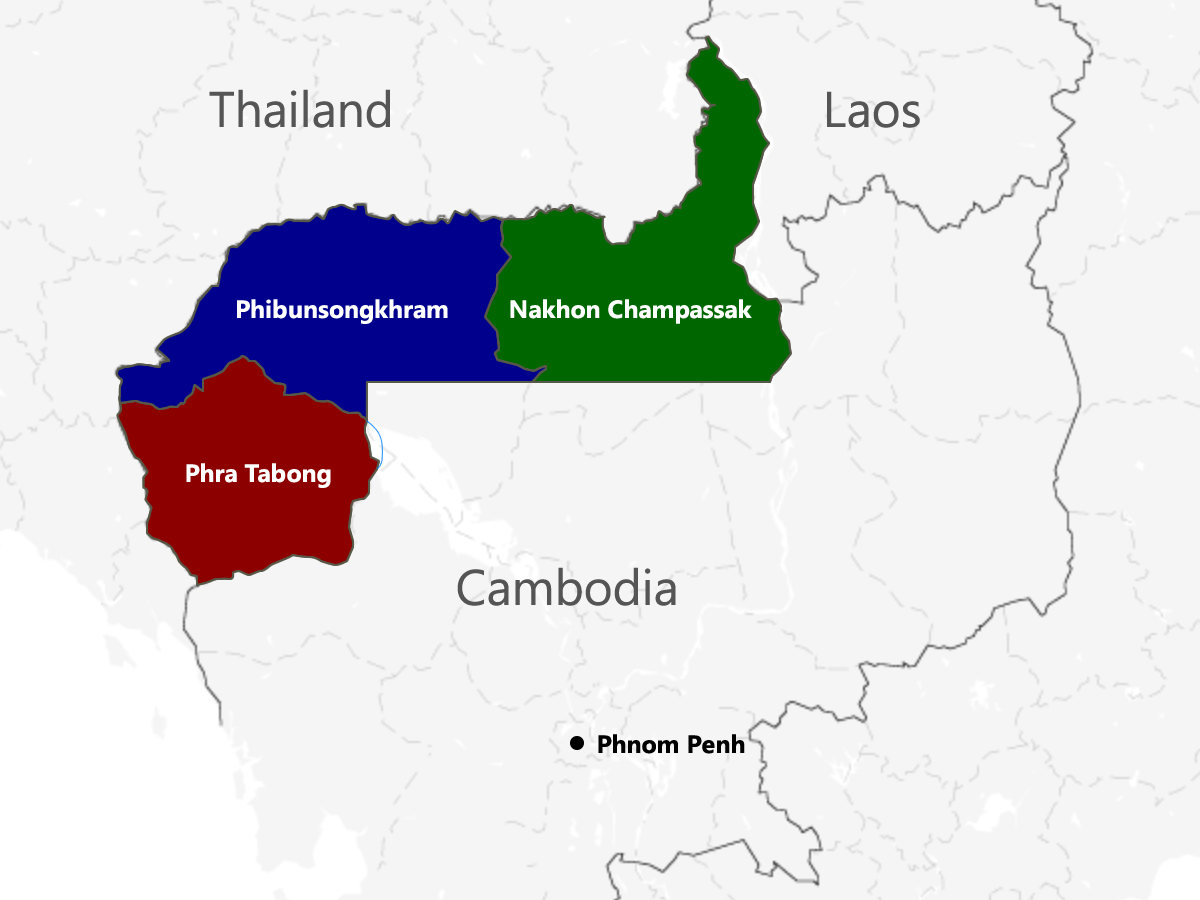
タイがフランスから獲得した地域

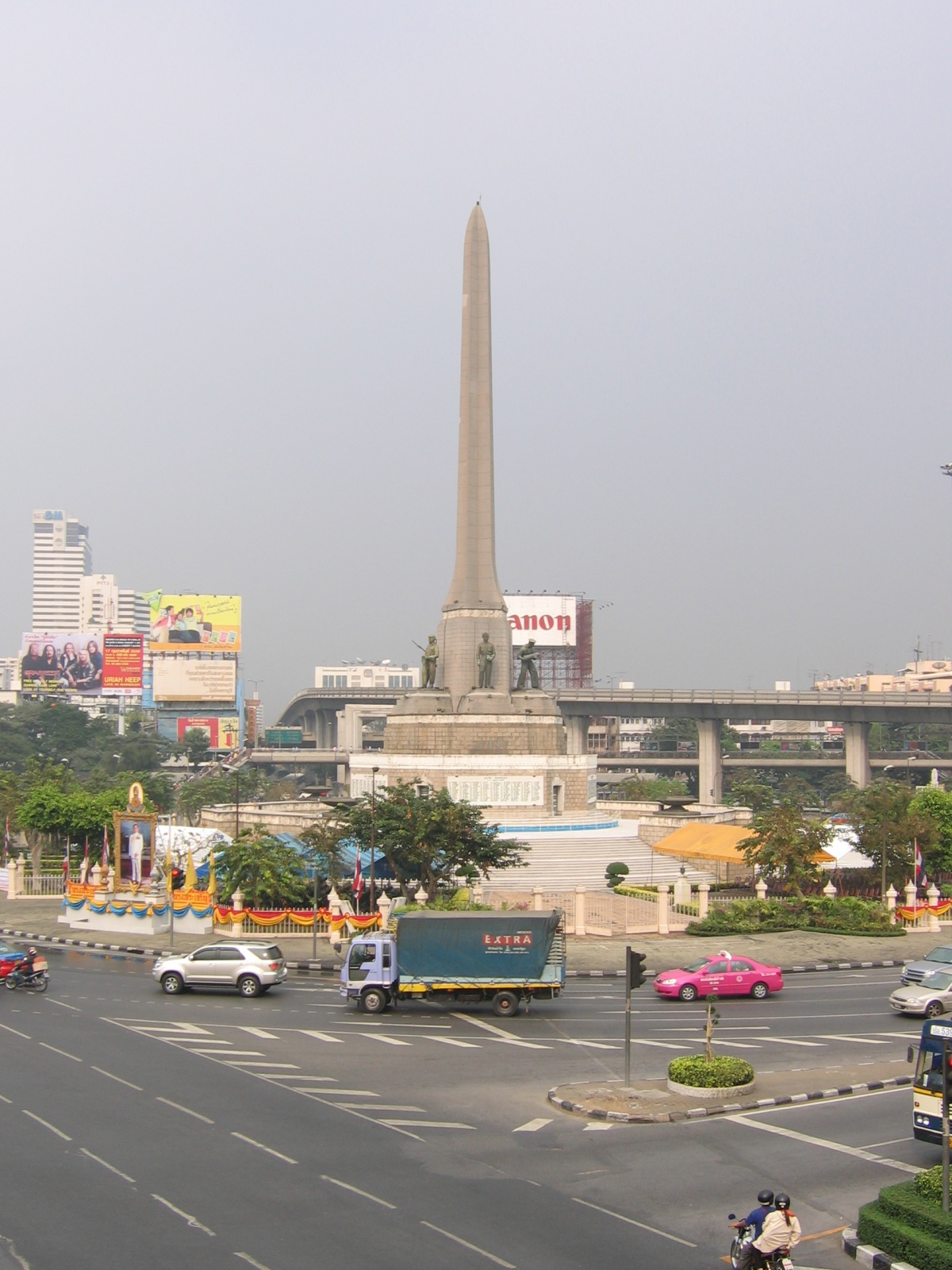
東京条約締結後にバンコクに建立された戦勝記念塔

戦闘が拡大を続け終息する気配を見せない中、アジアにおける数少ない独立国かつ友好国のタイや、他の地でも戦闘を行っていた友好国のフランス（フランスは本土やアフリカで連合国軍との戦いを続けていたほか、いくつかの植民地は自由フランス側についた）という、友好国同士が戦い国力が疲弊することを憂慮した日本が、タイとフランスの間の和平を斡旋し始めた。
1941年1月21日、二見甚郷・駐タイ公使はタイから公式の調停依頼文書を受け取る。1月24日にフランス側が非公式に調停を受諾し、1月28日に両軍は停戦した。停戦交渉会議は1月29日より、サイゴンに停泊した日本海軍の名取巡洋艦（艦名は秘匿された）において行われ、1月31日に正式調印された。
2月2日より東京において国境線の画定を含む調停会議が開催されたが、両国の対立により難航した。タイ側はラオスとカンボジア全土の返還を要求したが、これはあくまで交渉のための要求であった。一方で、戦況を有利に進めていたフランスは、エスカレートしたタイ側の要求を受け入れるはずもなく、これを拒否した。
2月24日、日本から調停最後案が提示された。フランスはこの最後案を拒否するが、日本側の強い圧力により、いくつかの留保条件を付した上で3月11日に調停が成立した。同日、タイに調停が終了が伝わると、国民は官公庁、学校、工場などのサイレン、寺院の梵鐘を鳴らして戦勝を祝った。
その後、条約化に伴う交渉が三国間で引き続き行われ、5月9日に泰仏両国が東京条約に調印して終戦となった。
条約はタイが1904年にフランスに割譲したメコン川右岸のルアンパバーン対岸とチャンパサク地方、および1907年に割譲したカンボジア北西部のバッタンバン・シエムリアプ両州を、タイ側に割譲させた。ただし、その範囲は若干異なり、シエムリアプの町とアンコールワット周辺の遺跡群は対象外とされた。このようにタイの要求を仏印側がほぼ受諾する内容だったため、後半では劣勢となっていたタイが勝利したという形となった。
タイ政府は、割譲された領域に、ナコーン・チャンパーサック県、ピブーンソンクラーム県及びプラタボン県を置いた。
タイの要求を仏印側がほぼ受諾するというタイ側の事実上の勝利に終わり、タイではこの勝利を記念し、戦勝記念塔がバンコクに建立され、戦争の犠牲となった兵士を慰霊した。

## 仏領印度支那「タイ」国間国境確定委員会
東京条約の合意に基づく国境を確定するために41年6月、仏領印度支那「タイ」国間国境確定委員会が設置され、日、仏、タイそれぞれ5名の委員、5名の補助員からなる代表団が任命された。そして日本代表の矢野眞委員長を議長に初会合がサイゴンで8月21日に開催された。
日本側委員は主席の矢野のほか、井上豪総領事、馬奈木敬信（陸軍大佐）、岩橋一男（陸軍中佐）、池田人（海軍大佐）。そのほかに補助委員や測量技師、事務員など合わせ計89名が日本から派遣され、最初はホテル・コンチネンタル、ついでテスタール街を拠点に活動した。委員会は現地調査、現地測量をしながら会合を重ね、翌年7月には新国境を確定、43年8月7日に閉会した。
日本側の報告書は「仏領印度支那「タイ」国間国境画定委員会ノ事業遂行ニ関スル日本委員部報告書」。
日本代表は表向きは二国間の紛争調停を装ってはいたが、それはあくまでも隠れ蓑で、実際は数ヶ月後に始まる南方侵略のための資料や情報収集が目的だった。委員会の初会合が開かれる前月の7月28日には飯田祥二郎（中将）率いる25軍が南部仏印に進駐している。25軍の上方参謀だった杉田一次は次のように告白する。
タイ、ビルマ国境付近の地図（大梯尺）は皆無であったので、6月タイ仏印国境確定委員会が設けられたのを利用し、秘密裡にビルマ・タイ国境付近の写真偵察を実施し、地図作成資料を獲得した。
（略）
タイ仏印国境確定委員会の委員長は馬奈木敬信大佐で、これに所要の要員と偵察飛行機が配属された。
杉田は「委員長は馬奈木」と書くが、実際の日本側主席は矢野だった。杉田の単純な間違いかもしれないが、馬奈木とともに第25軍参謀としてマレー侵攻に参加した杉田や参謀本部にとってこの委員会は現地の偵察、情報入手の隠れ蓑であり、その作業の実質的なリーダーは馬奈木だったという認識が露呈したのかもしれない。
矢野、井上、池田は43年8月7日の解散まで委員会に在任したが、馬奈木は初会合のわずか3ヶ月後、11月8日に離任、25軍参謀副長に就任し山下奉文のもとでマレー・シンガポール侵攻に関わった。岩橋も開戦直後の12月10日、委員を離任し、寺内寿一の南方軍の参謀（交通）に就いた。

## その後
第二次世界大戦においてタイは、日本の同盟国として英米に宣戦布告したが、1945年8月16日に宣戦の無効を宣言し、「敗戦国」の扱いは避けられた。しかし、ド・ゴールのフランス臨時政府は、1941年のヴィシー政権下での割譲を無効であるとし、タイに返還を求めた。これに対し、タイは失地獲得は戦争開始前であるとし、これに応じなかった。1946年（仏暦2489年）5月にはフランス軍がタイ領を攻撃し、タイは国連安全保障理事会に提訴した。しかし、フランスがタイの国連加盟に拒否権を行使する構えを見せたため、国際社会への復帰を優先したタイは領土を引き渡した。
その後勃発した第一次インドシナ戦争においてフランスが敗北したため、同地は間もなく独立したカンボジア王国とラオス王国の領土となった。